# ستيف بلاك
ستيف بلاك هو سياسي كندي، ولد في 20 أبريل 1982 في أوشاوا في كندا.